# Tatiana Gudkova
Tatiana Mijáilovna Gudkova –en ruso, Татьяна Михайловна Гудкова– (Smolensk, 11 de enero de 1993) es una deportista rusa que compite en esgrima, especialista en la modalidad de espada.
Ganó dos medallas de oro en el Campeonato Mundial de Esgrima, en los años 2014 y 2017, y dos medallas de plata en el Campeonato Europeo de Esgrima, en los años 2014 y 2017.

## Palmarés internacional
| Campeonato Mundial | Campeonato Mundial    | Campeonato Mundial | Campeonato Mundial |
| Año                | Lugar                 | Medalla            | Prueba             |
| ------------------ | --------------------- | ------------------ | ------------------ |
| 2014               | Kazán (Rusia)         | Medalla de oro     | Espada por equipos |
| 2017               | Leipzig (Alemania)    | Medalla de oro     | Espada individual  |
| Campeonato Europeo |                       |                    |                    |
| Año                | Lugar                 | Medalla            | Prueba             |
| 2014               | Estrasburgo (Francia) | Medalla de plata   | Espada por equipos |
| 2017               | Tiflis (Georgia)      | Medalla de plata   | Espada por equipos |